# Kenteng (Toroh)
Kenteng is een bestuurslaag in het regentschap Grobogan van de provincie Midden-Java, Indonesië. Kenteng telt 7246 inwoners (volkstelling 2010).